# Палос-Гайтс (Іллінойс)
Палос-Гайтс (англ. Palos Heights) — місто (англ. city) в США, в окрузі Кук штату Іллінойс. Населення — 12 068 осіб (2020).

## Географія
Палос-Гайтс розташований за координатами 41°39′48″ пн. ш. 87°47′46″ зх. д. / 41.66333° пн. ш. 87.79611° зх. д. (41.663439, -87.796044).  За даними Бюро перепису населення США в 2010 році місто мало площу 10,04 км², з яких 9,78 км² — суходіл та 0,25 км² — водойми.

## Демографія
Згідно з переписом 2010 року, у місті мешкало 12 515 осіб у 4830 домогосподарствах у складі 3387 родин. Густота населення становила 1247 осіб/км².  Було 5057 помешкань (504/км²).
Расовий склад населення:
| - 94,2 % — білих - 2,0 % — азіатів - 1,7 % — чорних або афроамериканців - 0,1 % — корінних американців |

До двох чи більше рас належало 1,1 %. Частка іспаномовних становила 3,8 % від усіх жителів.
За віковим діапазоном населення розподілялося таким чином: 17,0 % — особи молодші 18 років, 55,3 % — особи у віці 18—64 років, 27,7 % — особи у віці 65 років та старші. Медіана віку мешканця становила 50,9 року. На 100 осіб жіночої статі у місті припадало 84,8 чоловіків;  на 100 жінок у віці від 18 років та старших — 81,9 чоловіків також старших 18 років.
Середній дохід на одне домашнє господарство  становив 106 482 долари США (медіана — 78 727), а середній дохід на одну сім'ю — 128 413 долари (медіана — 103 564). Медіана доходів становила 73 441 долар для чоловіків та 52 668 доларів для жінок. За межею бідності перебувало 2,7 % осіб, у тому числі 1,9 % дітей у віці до 18 років та 3,7 % осіб у віці 65 років та старших.
Цивільне працевлаштоване населення становило 5414 особи. Основні галузі зайнятості: освіта, охорона здоров'я та соціальна допомога — 26,3 %, фінанси, страхування та нерухомість — 12,8 %, роздрібна торгівля — 10,6 %, науковці, спеціалісти, менеджери — 9,7 %.